# Karl-Heinz Umbach

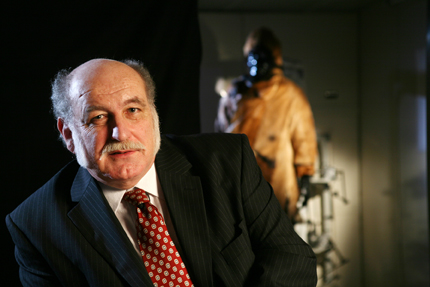
Karl-Heinz Umbach

Karl-Heinz Umbach (* 18. Oktober 1944 in Stetten, Remstal, Deutschland; † 8. Januar 2021 in Altoona, Florida, USA) war ein deutscher Physiker und Forscher mit Arbeitsschwerpunkt Bekleidungsphysiologie.

## Leben
Karl-Heinz Umbach erwarb 1971 sein Diplom in Physik an der Universität Stuttgart. Von 1971 bis 1976 war er wissenschaftlicher Assistent am 2. Physikalischen Institut der Universität Stuttgart. Im Jahr 1975 wurde er auf dem Gebiet der Festkörperphysik promoviert (Lanthanide Z-Zentren in KCl). Ab 1976 war er Mitarbeiter an den Hohenstein Instituten. Im Jahr 1995 war er Adjunct Professor an der North Carolina State University, USA, 1997 Honorarprofessor an der Universität Kassel. Er war von 1976 bis September 2009 Direktor der Abteilung Bekleidungsphysiologie an den Hohenstein Instituten und von 1995 bis September 2009 Stellvertretender Leiter des Bekleidungsphysiologischen Instituts Hohenstein e. V.
Im Laufe seiner 33-jährigen Forscherkarriere (1976–2009) am Textilforschungszentrum Hohenstein Institute verfeinerte und ergänzte er die bestehenden bekleidungsphysiologischen Messgeräte, wie z. B. das Hohensteiner Hautmodell sowie die thermische Gliederpuppe Charlie, ein Modell für die Thermoregulation des Menschen. Er entwickelte neue Geräte und Messmethoden sowie biophysikalische Berechnungsmodelle, mit deren Hilfe sich der Tragekomfort und die physiologische Funktion von Textilien und Kleidung unter Laborbedingungen objektiv beurteilen und optimieren lässt.
Durch zahlreiche Vorträge und mehr als 200 Veröffentlichungen sowie Lehraufträge an den Universitäten Stuttgart (D), Kassel (D) und an der NC-State University (USA) etablierte Karl-Heinz Umbach die Lehre von der planmäßigen Konstruktion funktioneller Kleidung in der wissenschaftlichen Welt. Von 1982 bis 2009 arbeitete er als Obmann von sechs und Mitarbeiter in 15 nationalen und internationalen Normenausschüssen (z. B. für Schutzbekleidung) mit.

## Tätigkeitsbereiche
- Bekleidungsphysiologie
- Wechselwirkung Körper-Klima-Kleidung
- Tragekomfort von Textilien und Kleidung
- funktionelle Sport-, Berufs- und Schutzbekleidung
- klimatischer Sitzkomfort von Kfz-Sitzen und Polstermöbeln
- Schlafkomfort

## Veröffentlichungen
- Einfluß der Textilausrüstung auf die physiologischen Trageeigenschaften und den Tragekomfort von Kleidung. Hohensteiner Forschungsbericht, Mai (1988)
- Berufskleidung aus Mischgewebe mit gutem Tragekomfort. In: Melliand Textilberichte 69 (1988), S. 685–692
- Veränderung des Tragekomforts von Kleidung durch Gebrauchs- und Pflegeeinflüsse. In: Melliand Textilberichte 70 (1989), S. 492–498
- Bekleidungsphysiologie und Fasereigenschaften. In: Chemiefasern/Textilindustrie 39/91 (1989), S. 1237
- Bekleidungsphysiologische Anforderungen an Reinraumkleidung. Vortrag beim Techtextil Symposium, Frankfurt am Main 1990
- Bekleidungsphysiologische Anforderungen an Reinraumkleidung. In: Reinraumtechnik 4 Heft 3 (1990), S. 8–12
- Tragekomfort von Kleidungskombinationen. In: Bekleidung und Wäsche 24 (1991), S. 10–16
- Bekleidungsphysiologische Gesichtspunkte zur Entwicklung von Sportkleidung. In: Wirkerei- und Strickereitechnik 43 (1993), S. 108–114
- Feuchtetransport und Tragekomfort in Mikrofaser-Textilien. In: Melliand Textilberichte 74 (1993), S. 174–178
- Vergleich des Tragekomforts von Schutzkleidung aus Baumwolle und Mischgeweben im Krankenhaus. In: Hohensteiner Wäscherei-Information Nr. 83 (1997)
- Physiologischer Sitzkomfort im KFZ. In: Kettenwirk-Praxis 34, Heft 1 (2000), S. 34–40
- Die physiologische Funktion der Bekleidung. In: Petra Knecht: Funktionstextilien. Deutscher Fachverlag, Frankfurt am Main 2003, ISBN 3-87150-833-0, S. 43–56
- Bewertungssystem für den physiologischen Schlafkomfort von Bettdecken. In: Hohensteiner Report 59 (2003), S. 41
- Product labelling "Wear Comfort" at the Point of Sale. In: Melliand Textilberichte 85 10 (2004), S. 802–805
- Produktauszeichnung "Tragekomfort" am Point of Sale. In: Lenzinger Berichte 85 (2006), S. 9–16
- Bekleidungsphysiologische Forschung an den Hohensteiner Instituten – 60 Jahre im Dienste des Tragekomforts. Sonderausgabe Nr. 63. Hohensteiner Institute (2007)